# Malparida
Malparida é uma telenovela argentina produzida pela Pol-ka Producciones e exibida pelo Canal 13 entre 20 de abril de 2010 e 8 de fevereiro de 2011.
Foi protagonizada por Juana Viale e Gonzalo Heredia e antagonizada por Gabriel Corrado e Selva Alemán.

## Sinopse
A história começa há vinte anos, quando uma mulher de baixos recursos se apaixona profundamente por um homem rico, Lorenzo Uribe, mas o amor não é suficiente e que ele escolhe se casar com alguém da sua mesma classe social. Então a mulher, tão pobre como apaixonada morre de amor, literalmente. Duas décadas mais tarde Renata, a filha de mulher se propõe a por fim em anos de dor e ausência materna. Em seguida, entra na vida do homem que fez sua mãe sofrer, com uma missão: matar esse homem. Mas quase sem perceber, Renata perde felicidade, e a missão não faz ela se sentir como esperado, quando ela conhece Uribe Lautaro, filho de Lorenzo.

## Elenco
- Juana Viale como Renata Medina
- Gonzalo Heredia como Lautaro Uribe
- Raúl Taibo como Lorenzo Uribe
- Selva Alemán como Gracia Herrera
- Carina Zampini como Martina Figueroa
- Patricia Viggiano como Nina Uribe
- Esteban Pérez como Hernán Ímola
- Brenda Gandini como Bárbara Castro
- Fabiana García Lago como Esmeralda Espesa
- Roberto Monzo como Abel Giménez
- Luciana Lifschitz como Esther Lipman
- Lucio Rogati como Germán Cantabria
- Mónica Villa como Olga Domisi
- Mariano Argento como Hugo Troncaro
- Mónica Cabrera como Mabel Díaz
- Mónica Galán como Marcia Ímola
- Marina Bellati como Noelia Albarracín
- Gabriela Sari como Vanesa Ramírez
- Gastón Grande como Moro
- Alejandro Müller como Lino
- Gerardo Chendo como Padre Marcelo
- Gabriel Corrado como Eduardo "El almirante" Uribe
- Ivo Cutzarida como Andrés Soriano
- Florencia Raggi como Lara Balpadossi
- Carolina Peleritti como Mendoza
- Joaquín Wang como Manuel Herrera
- Javier Gómez como Roberto Doval
- Mucio Manchini como Pastrana
- Emiliano Lobo como Miguel Morán
- Matías Desiderio como Pablo Marchetti
- Héctor Calori como Gutiérrez
- Fabián Rendo como Forense Lapuente
- Carlos Mena como Lisandro Uribe
- Lourdes Mansilla como Julia Uribe
- Umbra Colombo como María Herrera
- Jorge Nolasco como Emiliano Brazenas
- Pablo Cedrón como Felipe Medina
- Boris Baker como Sebastián Castro
- Luciano Castro como Lucas Carballo
- Daniel Lemes como Daniel Carballo

## Prêmios e indicações
| Ano  | Premio               | Categoría                | Ganadores y Nominados       | Resultado |
| ---- | -------------------- | ------------------------ | --------------------------- | --------- |
| 2011 | Prêmio Martín Fierro | Melhor telenovela        | Malparida                   | Venceu    |
| 2011 | Prêmio Martín Fierro | Melhor ator              | Gonzalo Heredia             | Indicado  |
| 2011 | Prêmio Martín Fierro | Melhor ator              | Raúl Taibo                  | Venceu    |
| 2011 | Prêmio Martín Fierro | Melhor atriz             | Juana Viale                 | Indicado  |
| 2011 | Prêmio Martín Fierro | Melhor atriz             | Selva Alemán                | Venceu    |
| 2011 | Prêmio Martín Fierro | Melhor ator coadjuvante  | Alejandro Müller            | Indicado  |
| 2011 | Prêmio Martín Fierro | Melhor atriz coadjuvante | Mónica Cabrera              | Indicado  |
| 2011 | Prêmio Martín Fierro | Melhor atriz coadjuvante | Mónica Galán                | Indicado  |
| 2011 | Prêmio Martín Fierro | Melhor atuação especial  | Gabriel Corrado             | Indicado  |
| 2011 | Prêmio Martín Fierro | Melhor revelação         | Marina Belatti              | Indicado  |
| 2011 | Prêmio Martín Fierro | Melhor autor             | Lily Ann Martin             | Indicado  |
| 2011 | Prêmio Martín Fierro | Melhor diretor           | Jorge Bechara y Jorge Nisco | Indicado  |
| 2011 | Prêmio Martín Fierro | Melhor tema musical      | Carlos Matari               | Venceu    |